# 蒂莫菲伊夫卡 (赫爾松州)
46°33′31″N 34°24′12″E / 46.55861°N 34.40333°E
蒂莫菲伊夫卡（羅馬化：Tymofiivka）是位於烏克蘭南部赫爾松州海尼切斯克區伊萬尼夫卡市鎮的村莊。該村始建於1874年，面積0.08平方公里，海拔高度34米，2001年人口196，人口密度每平方公里2,361.5人。